# Тебаті 196
Тебаті 196 (англ. Thebathi 196) — індіанська резервація в Канаді, у провінції Альберта, у межах спеціалізованого муніципалітету Вуд-Баффало.

## Населення
За даними перепису 2016 року, індіанська резервація нараховувала 20 осіб, показавши скорочення на 33,3 %, порівняно з 2011 роком. Середня густина населення становила 0,3 осіб/км².

## Клімат
Середня річна температура становить -2,4 °C, середня максимальна — 20,3 °C, а середня мінімальна — −30,2 °C. Середня річна кількість опадів — 368 мм.
| Клімат поселення                              | Клімат поселення | Клімат поселення | Клімат поселення | Клімат поселення | Клімат поселення | Клімат поселення | Клімат поселення | Клімат поселення | Клімат поселення | Клімат поселення | Клімат поселення | Клімат поселення | Клімат поселення |
| Показник                                      | Січ.             | Лют.             | Бер.             | Квіт.            | Трав.            | Черв.            | Лип.             | Серп.            | Вер.             | Жовт.            | Лист.            | Груд.            |                  |
| Середній максимум, °C                         | −17,4            | −13,38           | −6,14            | 5,59             | 14,26            | 20,26            | 20,22            | 18,29            | 11,90            | 3,90             | −7,83            | −16,94           |                  |
| Середня температура, °C                       | −23,8            | −19,79           | −12,54           | −0,8             | 7,86             | 13,85            | 16,32            | 14,35            | 8,00             | 0,00             | −11,73           | −20,85           |                  |
| Середній мінімум, °C                          | −30,19           | −26,19           | −18,94           | −7,2             | 1,46             | 7,45             | 12,41            | 10,44            | 4,10             | −3,9             | −15,64           | −24,75           |                  |
| Норма опадів, мм                              | 18               | 14               | 14               | 15               | 29               | 48               | 58               | 54               | 42               | 32               | 25               | 19               |                  |
| Середньомісячна швидкість вітру, м/с          | 2.60             | 2.77             | 3.10             | 3.39             | 3.40             | 3.10             | 2.90             | 2.90             | 3.17             | 3.20             | 2.97             | 2.60             |                  |
| Середньомісячна сонячна радіація, кДж/м²·день | 1628             | 4479             | 10249            | 16770            | 20766            | 22162            | 20475            | 15859            | 9679             | 4533             | 1753             | 962              |                  |
| --------------------------------------------- | ---------------- | ---------------- | ---------------- | ---------------- | ---------------- | ---------------- | ---------------- | ---------------- | ---------------- | ---------------- | ---------------- | ---------------- | ---------------- |
| Джерело:                                      |                  |                  |                  |                  |                  |                  |                  |                  |                  |                  |                  |                  |                  |